# Salangana de Malabar
La salangana de Malabar (Aerodramus unicolor) és una espècie d'ocell de la família dels apòdids (Apodidae).Petit falciot amb uns 12 cm de llarg. Escàs dimorfisme sexual. Els joves són molt semblants als adults. Ocell esvelt amb cua curta. Color marró fosc per sobre i més pàl·lid per sota. Les ales tenen forma de mitja lluna o un bumerang.És un ocell sedentari que vola sobre camp obert a Sri Lanka i sud-oest de l'Índia. Els mascles construeixen un niu en forma de mitja tassa sobre una superfície vertical, sovint en una cova, fent servir llur espessa saliva. Sobre aquesta construcció de color blanc brillant la femella pon dos ous.